# Alconeura flavida
Alconeura flavida är en insektsart som först beskrevs av Henry Fairfield Osborn 1928.  Alconeura flavida ingår i släktet Alconeura och familjen dvärgstritar.
Artens utbredningsområde är Bolivia. Inga underarter finns listade i Catalogue of Life.